# Mirage (Romano Mussolini)
Mirage è un album di Romano Mussolini realizzato nel 1973 e uscito l'anno successivo, con la produzione artistica di Piero Montanari. Il disco fu registrato a Milano nella Basilica, sala di proprietà dell'etichetta Pdu di Mina che si occupò della pubblicazione.
Oltre Romano Mussolini al piano Fender, Piero Montanari al basso elettrico e Roberto Spizzichino alla batteria, suonarono, in varie sessioni, Glauco Masetti ai sax, Emilio Soana alla tromba e Tullio De Piscopo alle percussioni.
Quest'album è molto ricercato tra i collezionisti perché rappresenta la svolta "elettrica" di Mussolini, che abbandona il pianoforte acustico, almeno per quel momento, per realizzare un intero 33 giri con il  Fender Rhodes piano 88 tasti, suonando brani con chiare influenze jazz-funky (o fusion, come si diceva a quel tempo), che era poi l'incontro musicale tra i più interessanti degli anni '70, tracciato da Miles Davis in un album storico del 1969, Bitches Brew.

## Tracce
1. The Twitch
2. Omaggio a Oscar Peterson
3. Sweet Elisabeth
4. Hong Kong
5. Mirage
6. Blues for Alexandra
7. Rachel's Lullaby